# Alfonso Enríquez
Alfonso Enríquez (Guadalcanal 1354 - Guadalupe 1429) va ser senyor de Medina de Rioseco i Almirall de Castella, càrrec que heretarien els seus successors. Era fill de Fadrique Enríquez i net del rei Alfons XI de Castella i nebot d'Enric II de Castella. Es casà amb Juana Hurtado de Mendoza i es dedicà també a la poesia trobadoresca. Va ser adelantado d'Andalusia al servei de la Corona de Castella.

## Biografia
Va arribar a conèixer cinc reis de Castella, gaudint durant el regnat dels tres últims de gran autoritat. Va ser avançat major de Lleó, almirall de Castella, per mort de Ruy Diaz de Mendoza, i d'una néta seva; na Juana Enriquez, filla de l'almirall en Fadrique, casada amb el rei de Navarra Joan el Sense Fe, matrimoni del que va néixer Ferran el Catòlic.
Durant els seus juvenils anys va aconseguir fama d'inspirat trobador, cultivant la poesia a manera dels imitadors de l'escola provençal; i en els seus versos es lamentava de les esquiveces de na Juana Hurtado de Mendoza, filla del mestre don Fadrique, esquiveces només vençudes en posar Alfonso la seva irada mà a la cara de la dama, qui perquè no es digués que home que no fossis el seu marit hagués atrevit a tal injúria, va accedir a un matrimoni que havia refusat sempre, malgrat els precs del rei i les impertinències de don Alfonso, per seguir fidel a la memòria de la seva primera esposa en Diego Gómez Manrique.

Aquesta bella tradició de la Rica Femella va inspirar els drames de Fernández-Guerra i Tamayo. De l'època de joventut són també el Testamento i la Crida de amor, en què es mostra empresonat entre les cadenes de l'amor, i enutjat contra els falsos amadors: però de tots aquests versos units als quals va dirigir a l'arrogant Joana, ja l'al·legoria dantesca del Vergel del pensamiento, no es pot extreure, com diu Menéndez i Pelayo, la poesia que envolta la tradició de la bufetada cèlebre aplicada a la seva dama per estrany rampell de passió o per cautela amorosa. Potser no mereixen recordar-se'n més que aquests dos versos, a manera de proverbi, que ens donen el sentit de la seva llegenda i semblen el malnom de la seva atrafegada empresa d'amor:
| « | "Porfia mata cérvol, que no montero cansat. " | » |

Alfonso Enriquez és un de tants poetes dels que figuren al Cancionero de Baena, <poeta cortesà, diu Amador de los Ríos, que parla ja aquell llenguatge artificial, portat en breu al més alt punt del refinament.